# 朝阳镇 (寿阳县)
朝阳镇，是中华人民共和国山西省晋中市寿阳县下辖的一个乡镇级行政单位。

## 行政区划
朝阳镇下辖以下地区：
车站社区、东关社区、南关社区、朝阳街社区、新开北路社区、北大街社区、朝阳村、东河村、九龙村、草沟村、阎家坪村、中曲村、童子河村、向阳村、孙家庄村、洞子咀村、高家坡村、张村、七里河村、大西庄村、元立村、泥河村、金石庄村、胜利村和大南河村。